# Costante di Michaelis-Menten
La costante di Michaelis-Menten (KM) è un indice di affinità tra l'enzima e il substrato (nel caso limite in cui {\displaystyle k_{1}}>>{\displaystyle k_{2}}).
{\displaystyle E+S{\begin{matrix}k_{1}\\\longrightarrow \\\longleftarrow \\k_{-1}\end{matrix}}ES{\begin{matrix}k_{2}\\\longrightarrow \\\ \end{matrix}}E+P}
{\displaystyle K_{M}={\frac {k_{-1}+k_{2}}{k_{1}}}}
La Costante di Michaelis-Menten è una grandezza caratteristica di ciascun enzima. Essa indica quantitativamente l'affinità tra un enzima e il suo substrato: più basso sarà il valore di Km e più bassa sarà la concentrazione di substrato che permette di raggiungere una velocità di reazione pari alla metà della velocità massima (il che indica un'alta affinità enzima-substrato). 
Essa deriva dal modello cinetico di Michaelis-Menten, che prevede quindi la formazione di un complesso enzima-substrato. Nella formula sono coinvolti: le costanti K, che rappresentano le costanti cinetiche, E che rappresenta l'enzima, S il substrato ed ES un intermedio di reazione Enzima-Substrato. La costante di Michaelis-Menten è caratteristica dell'enzima e non dipende dalla sua concentrazione. Si noti che per valori di concentrazione di substrato molto più elevati di Km la velocità di reazione
S → P raggiunge un valore massimo e non cresce più all'aumentare della concentrazione del substrato.
C'è da ricordare che la Km è riconducibile all'affinità soltanto negli enzimi detti "di Michaelis-Menten", quindi enzimi non allosterici.
Nel caso limite in cui K-1>>K2, KM risulta pari a K-1/K+1, cioè la costante di dissociazione di ES: è quindi una misura di stabilità del complesso ES.